# 王二起義
王二起義是爆发于1627年（明天启七年）七月，陕北的一次民變。这次起义揭开了明末民變的序幕 。

## 背景
明朝末年，陕北和关中北部连年发生灾荒。天气久旱不雨，草木枯焦，赤地千里，饥民外逃，饿殍遍野。各种社会矛盾空前激化，突出表现在农民与地主阶级之间的阶级矛盾。
同时在腐朽的封建地主阶级压榨下，全国各地反抗斗争不断，陕西地区成为农民起义的中心地。陕西长期以来是全国社会矛盾的焦点，这儿土地贫瘠，生产落后，赋税和徭役严重，加之连年发生灾荒，农民生活比其他地区更为困苦，阶级矛盾尖锐。这一地区又是蒙、汉、回杂居地区，是激烈的民族斗争场所，各族人民与明朝统治者矛盾很深。因此，陕西地区成为最早酝酿和爆发农民起义的地区。

## 过程
1625年（天启五年），饥民迫急，人人迁怒，欲反官豪，以求生路。1627年（天启七年）七月，饥荒更加严重，加之疫病流行，百姓死毙愈多，「草木尽，人相食」，农民「皮骨已尽，救死不赡」。但朝廷及陕西巡抚乔应甲不但不减免租赋，赈济灾民，反而增派所谓「新饷」、「均输」等赋役，严令官吏督责。而陕西澄城知县张斗耀不顾饥民死活，仍然催逼赋税，白水农民王二、种光道等，聚集灾民数百人，王二高声问大家：“谁敢杀死知县？”大家异口同声地说：“我敢杀。”于是王二率饥民冲进县城，杀死张斗耀，揭开了明末农民战争的序幕 。
农民军手持刀械，以墨涂面，攻打官仓，散粮于饥饿的百姓。此后，王二担心被官军合围，遂退至白水县洛河以北。此时，跟随农民军的饥民日益增多，声势大振。农民军转战于渭北山区各县，攻镇夺寨，打富济贫，杀斩贪官污吏，受到四方百姓的拥戴。
王二起義后，各地纷纷响应。1628年（天启八年），陕北府谷农民王嘉胤集结一群饥民造反，王二闻知后，急领农民军北上，与王嘉胤会合，农民军队伍发展到五六千人。不久，王二、王嘉胤起义军向南进入黄龙山，继续杀贪官、破监牢、开粮仓，官军东西奔杀，但仍奈何不得。是年，安塞高迎祥，宜川王左挂、飞山虎、大红狼，洛川王虎、黑煞神，延川王和尚，甘肃庆阳韩朝宰、武都周大旺等农民也举旗起义，陕西全境、甘肃东部和四川北部都有起义军在活动。这一时期最有影响的是王嘉胤义军，他们曾经一度占领府谷，称王设官，建立了临时性革命政权。但是，农民起义军没有统一指挥，各自为战，而且成份复杂，缺乏推翻明朝政府的明确目标 。
农民军迅速壮大，明朝政府十分恐慌，派官军进行大规模围剿。农民军与官军多次作战，屡屡打败官军。加之甘肃固原官军抢劫州库，巡抚梅之涣勤王兵和山西巡抚耿如杞勤王兵发生哗变或溃散，使不少饥民和官军逃兵加入農民軍，令農民軍队伍扩大到数千人，活动于韩城、蒲城、宜君、洛川、白水等地，与官军周旋。崇祯皇帝准备利用剿抚兼施的策略尽快平息农民起义，三边总督杨鹤执行以抚为主，以剿为辅的政策，企图瓦解农民军。在明军剿抚兼施进攻下，除陕西战场义军壮烈牺牲外，不少首领接受了朝廷招安，呈现出时降时叛的复杂局面。

## 结果
1629年（崇祯二年）春，明朝诏令杨鹤为陕西三边总督，围剿农民军，督捕王二等头领。在与官军的作战中，王二被俘，后被陕西兵备商洛道刘应遇杀害。王二死后，起义军余部继续与官军斗争，顽强地坚持了数年。